# Coppa Ronchetti 1978-1979
L'edizione 1978-1979 della Coppa europea Liliana Ronchetti è stata l'ottava della seconda competizione europea per club di pallacanestro femminile organizzata dalla FIBA Europe. Si è svolta tra il 1º novembre 1978 al 27 marzo 1979.
Vi hanno partecipato ventiquattro squadre. Il titolo è stato conquistato dallo Levski Spartak Sofia, in finale sul DFS Maritza.

## Turno preliminare
| Squadra 1           | Totale  | Squadra 2                  | Andata   | Ritorno  |
| ------------------- | ------- | -------------------------- | -------- | -------- |
| BC La Gerbe         | 169-111 | BG-Art/Tv Düsseldorf       | 86 - 51  | 74 - 60  |
| Nyon Basket Feminin | 121-115 | CB Tenerife Krystal        | 61 - 53  | 60 - 62  |
| FIAT Torino         | 216-126 | Hapoel Haifa               | 104 - 70 | 112 - 56 |
| KK Monting Zagreb   | 136-142 | Ceramica Pagnossin Treviso | 60 - 72  | 76 - 70  |

## Ottavi di finale
| Squadra 1                  | Totale  | Squadra 2                 | Andata   | Ritorno  |
| -------------------------- | ------- | ------------------------- | -------- | -------- |
| BC La Gerbe                | 126-152 | Slavia Praga              | 61 - 73  | 65 - 79  |
| Nyon Basket Feminin        | 131-150 | Aver Sportif d'Orly       | 66 - 74  | 65 - 76  |
| Fiat Torino                | 151-118 | Stars Destelbergen        | 93 - 59  | 58 - 59  |
| Ceramica Pagnossin Treviso | 127-124 | CB Vigo                   | 63 - 63  | 64 - 61  |
| UBLV Wien                  | 155-207 | SKS Spojnia               | 77 - 105 | 78 - 102 |
| Sommer Komfort             | 169-137 | Akademik Sofia            | 92 - 73  | 77 - 64  |
| C.I.F. Lisboa              | 79-148  | Basketbal SK Kralovo Pole | 44 - 76  | 35 - 72  |
| Germano Zama Faenza        | 186-88  | BBC Black Star            | 94 - 32  | 92 - 56  |

## Gruppi quarti di finale

### Gruppo A
| Pos | Squadra                   | G | V | P | PF  | PS  | DP   | Qualificazione              |        | MAR   | BKP   | ASO   |
| --- | ------------------------- | - | - | - | --- | --- | ---- | --------------------------- | ------ | ----- | ----- | ----- |
| 1   | DFS Maritza               | 4 | 4 | 0 | 330 | 236 | +94  | Qualificata alle semifinali |        | —     | 80–78 | 82–51 |
| 2   | Basketbal SK Kralovo Pole | 4 | 2 | 2 | 306 | 280 | +26  |                             |        | 54–68 | —     | 80–69 |
| 3   | Avenir Sportif d'Orly     | 4 | 0 | 4 | 236 | 356 | −120 |                             | 53–100 | 63–94 | —     |       |

### Gruppo B
| Pos | Squadra                   | G | V | P | PF  | PS  | DP  | Qualificazione              |       | LSS   | SZE   | GZF   |
| --- | ------------------------- | - | - | - | --- | --- | --- | --------------------------- | ----- | ----- | ----- | ----- |
| 1   | BC Levski Spartak         | 4 | 4 | 0 | 284 | 245 | +39 | Qualificata alle semifinali |       | —     | 59–45 | 72–54 |
| 2   | Szekesfehervari Epitok SC | 4 | 2 | 2 | 267 | 247 | +20 |                             |       | 84–87 | —     | 85–53 |
| 3   | Germano Zama Faenza       | 4 | 0 | 4 | 217 | 276 | −59 |                             | 62–66 | 48–53 | —     |       |

### Gruppo C
| Pos | Squadra            | G | V | P | PF  | PS  | DP  | Qualificazione              |       | FTO   | SKO   | SPR   |
| --- | ------------------ | - | - | - | --- | --- | --- | --------------------------- | ----- | ----- | ----- | ----- |
| 1   | FIAT Torino        | 4 | 4 | 0 | 326 | 283 | +43 | Qualificata alle semifinali |       | —     | 56–54 | 96–64 |
| 2   | LKS Sommer Komfort | 4 | 2 | 2 | 304 | 291 | +13 |                             |       | 70–75 | —     | 82–75 |
| 3   | Slavia Praga       | 4 | 0 | 4 | 319 | 375 | −56 |                             | 95–99 | 85–98 | —     |       |

### Gruppo D
| Pos | Squadra                    | G | V | P | PF  | PS  | DP  | Qualificazione              |       | SBR   | SPO   | CPT   |
| --- | -------------------------- | - | - | - | --- | --- | --- | --------------------------- | ----- | ----- | ----- | ----- |
| 1   | Slovan Bratislava          | 4 | 2 | 2 | 292 | 268 | +24 | Qualificata alle semifinali |       | —     | 83–63 | 82–72 |
| 2   | SKS Spojnia                | 4 | 2 | 2 | 294 | 296 | −2  |                             |       | 71–70 | —     | 90–65 |
| 3   | Ceramica Pagnossin Treviso | 4 | 2 | 2 | 277 | 299 | −22 |                             | 62–57 | 78–70 | —     |       |

## Semifinali
| Squadra 1         | Totale  | Squadra 2   | Andata  | Ritorno |
| ----------------- | ------- | ----------- | ------- | ------- |
| DFS Maritza       | 125-112 | Fiat Torino | 72 - 47 | 53 - 65 |
| BC Levski Spartak | 149-141 | HC Slovan   | 85 - 62 | 64 - 79 |

## Finali
| Jambol 27 marzo 1979 Gara unica | Maritza Plovdiv | 69 – 70 (29-34, 40-36) referto | Levski Spartak Sofia |  |